# BAG OF TRIX

## Bag Of Trix
Bag of Trix (en español Bolsa de Trucos) (subtitulado como Music from the Roxette Vaults)  es el tercer box set compilatorio del dúo sueco Roxette. Fue publicado físicamente por Roxette Recordings y Parlophone el 11 de diciembre de 2020, como un LP cuádruple y un CD triple. El disco consta de 47 tracks, 28 de los cuales son inéditos, e incluye demos, mezclas alternativas, bonus tracks, grabaciones en vivo y versiones en español. También se incluyen varias versiones de radio de sencillos, incluida la mezcla de Brian Malouf de "Joyride", que fue la versión predominantemente reproducida en las radios estadounidenses cuando la canción alcanzó el puesto número uno en el Billboard Hot 100 en mayo de 1991.
El disco estaba dedicado a Marie Fredriksson y fue publicado físicamente dos días después del primer aniversario de su fallecimiento. Contiene once canciones escritas o coescritas por ella. Antes de su lanzamiento físico, esta compilación se publicó digitalmente en 4 volúmenes a partir del 30 de octubre; estos volúmenes se lanzaron en intervalos de dos semanas y utilizaron las listas de canciones que se encuentran en las ediciones de vinilo.
De esta publicación se destacaron 4 sencillos como sencillos: una versión acústica del éxito de The Beatles, "Help!"; un outtake (toma o canción descartada) del disco Baladas en español; y dos outtakes del disco Good Karma.
Se emitieron cuatro sencillos del álbum: una versión de la canción de los Beatles "Help!" grabado en Abbey Road Studios en 1995, un outtake (el outtake de Baladas en Español "Tú No Me Comprendes", y dos outtakes del último álbum de estudio de la banda, Good Karma, "Let Your Heart Dance with Me" y "Piece of Cake".

## Lanzamiento y promoción
Cuatro canciones fueron publicadas como sencillos antes del lanzamiento del álbum. El primer sencillo fue una versión acústica de la canción de los Beatles "Help!" , grabado originalmente en 1995 en Abbey Road Studios, que se publicó como sencillo principal en mayo de 2020. Esta grabación permaneció inédita durante varios años antes de aparecer finalmente en la caja de 2006 The Rox Box / Roxette 86–06. Per Gessle, un fan incondicional de los Beatles, dijo sobre la portada: "Estábamos (¡todavía estamos!) totalmente flipados con The Fab Four, por lo que estando en Abbey Road no pudimos evitarlo y caímos en la tentación de hacer nuestra propia versión de «HELP!» de The Beatles. Fue un gran día, la historia del pop en cada esquina, y una sensación increíble de formar parte del legado de Abbey Road". Fue un gran día, la historia del pop en todos los rincones del estudio y una sensación fantástica ser parte del legado inimaginable de Abbey Road".
La toma descartada de Good Karma "Let Your Heart Dance with Me" fue lanzada como segundo sencillo el 2 de octubre. El video promocional, tiene imágenes compiladas de los archivos privados de Gessle y Fredriksson, y el 9 de octubre se lanzó una edición limitada de vinilo en color dorado de 7 ".  El tercer sencillo fue "Tú No Me Comprendes", una adaptación inédita realizada por Luis Gomez Escolar, del sencillo de 1995 "You Don't Understand Me" grabado originalmente para el álbum Baladas en español en 1996. Este outtakes permaneció desconocido para la mayoría de los fanes por espacio de 25 años. Otra toma descartada de Good Karma, "Piece of Cake ", fue lanzado el 20 de noviembre. También se crearon videos musicales para los dos sencillos anteriores, ambos con imágenes de archivo.

## Recepción de la crítica
El periódico sueco de más relevancia Aftonbladet se refirió al disco afirmando que "Bag of trix muestra a dos personas apasionadas por su música y que se divirtieron mucho juntas mientras tanto, sin importar lo que sucediera más allá del escenario o el estudio. Solo escucha la grabación de Abbey Road de "The Look". O la versión demo de Hotblooded de 1990, que es una de las más alegres que logró grabar Roxette. Suena espontáneo y juguetón, mientras que su precisión musical siempre está presente." y continua diciendo: "Su nitidez es sorprendente, especialmente en la grabación en vivo de la balada "Cry" de Norrköping en el invierno de 1988. Es una de las principales joyas del álbum, también porque captura muy bien los grandes vítores de la audiencia."

## Formatos y tracklist
Todas las canciones escritas y compuestas por Per Gessle, que comparte autoría en los temas que se indican; salvo la versión de «Help!», canción de John Lennon y Paul McCartney.
| Bag of Trix – Volumen 1 - Vinilo y edición digital |                                                                        |                              |          |  |
| N.º                                                | Título                                                                 | Escritor(es)                 | Duración |  |
| 1.                                                 | «"Help!" (Abbey Road Session, 15 November 1995)»                       | John Lennon Paul McCartney   | 2:54     |  |
| 2.                                                 | «"Listen to Your Heart" (Abbey Road Session, 15 November 1995)»        | Per Gessle Mats Persson      | 3:33     |  |
| 3.                                                 | «"Let Your Heart Dance with Me" (Good Karma Outtake)»                  | Per Gessle                   | 3:07     |  |
| 4.                                                 | «"Waiting for the Rain" (Studio Vinden Demo, 1997)»                    | Marie Fredriksson            | 3:33     |  |
| 5.                                                 | «"Joyride" (Brian Malouf US Single Mix)»                               | Per Gessle                   | 3:58     |  |
| 6.                                                 | «"Like Lovers Do" (Montezuma Demo, 25–26 July 1986)»                   | Per Gessle                   | 2:02     |  |
| 7.                                                 | «"Pocketful of Rain" (Skinnarviksringen Demo, February 1993)»          | Marie Fredriksson Per Gessle | 4:11     |  |
| 8.                                                 | «"Wish I Could Fly" (Live at EMP Sky Church, Seattle, 7 October 2000)» | Per Gessle                   | 4:38     |  |
| 9.                                                 | «"Happy Together" (T&A Demo, 1–2 July 1998)»                           | Per Gessle                   | 3:55     |  |
| 10.                                                | «"Beautiful Boy" (Studio Vinden Demo, March 2000)»                     | Marie Fredriksson Per Gessle | 3:29     |  |
| 11.                                                | «"You Don't Understand Me" (T&A Demo, 30 July 1995)»                   | Per Gessle Desmond Child     | 4:16     |  |
| 12.                                                | «"Hotblooded" (T&A Demo, 13 December 1990)»                            | Per Gessle Marie Fredriksson | 3:24     |  |

| Bag of Trix – Volumen 2 - Vinilo y edición digital |                                                                        |                                                                |          |  |
| N.º                                                | Título                                                                 | Escritor(es)                                                   | Duración |  |
| 1.                                                 | «"The Look" (Abbey Road Session, 15 November 1995)»                    | Per Gessle                                                     | 3:46     |  |
| 2.                                                 | «"Tú No Me Comprendes" (Spanish Version of "You Don't Understand Me")» | Per Gessle Desmond Child adaptación español Luis Gómez-Escolar | 4:25     |  |
| 3.                                                 | «"Soul Deep" (Tom Lord-Alge Mix)»                                      | Per Gessle                                                     | 3:38     |  |
| 4.                                                 | «"Always the Last to Know" (Studio Vinden Demo, 1998)»                 | Marie Fredriksson Per Gessle                                   | 4:42     |  |
| 5.                                                 | «"Sleeping in My Car" (The Stockholm Demo Version, 1993)»              | Per Gessle                                                     | 3:13     |  |
| 6.                                                 | «"Watercolors in the Rain" (T&A Demo, 24 January 1990)»                | Marie Fredriksson Per Gessle                                   | 4:02     |  |
| 7.                                                 | «"From One Heart to Another" (Montezuma Demo, 25–26 July 1986)»        | Per Gessle                                                     | 3:06     |  |
| 8.                                                 | «"I Remember You" (T&A Demo, 15 March 1990)»                           | Marie Fredriksson                                              | 3:33     |  |
| 9.                                                 | «"It Hurts" (T&A Demo, 3 August 1995)»                                 | Per Gessle                                                     | 2:56     |  |
| 10.                                                | «"Perfect Day" (T&A Demo, 23 August 1990)»                             | Per Gessle Mats Persson                                        | 3:45     |  |
| 11.                                                | «"New World" (Studio Vinden Demo, 1996)»                               | Marie Fredriksson                                              | 3:37     |  |
| 12.                                                | «"Lo Siento" (Spanish Version of "Salvation")»                         | Per Gessle adaptación español Luis Gómez-Escolar               | 4:44     |  |

| Bag of Trix – Volumen 3 - Vinilo y edición digital |                                                                    |                                                  |          |  |
| N.º                                                | Título                                                             | Escritor(es)                                     | Duración |  |
| 1.                                                 | «"Piece of Cake" (Good Karma Outtake)»                             | Per Gessle Mats Persson                          | 3:16     |  |
| 2.                                                 | «"You Don't Understand Me" (Abbey Road Session, 15 November 1995)» | Per Gessle Desmond Child                         | 3:42     |  |
| 3.                                                 | «"Dangerous" (Swedish Single Version)»                             | Per Gessle                                       | 3:46     |  |
| 4.                                                 | «"Every Day" (Studio Vinden Demo, March 2000)»                     | Marie Fredriksson Per Gessle                     | 3:22     |  |
| 5.                                                 | «"The Big L." (T&A Demo, 29 March 1990)»                           | Per Gessle                                       | 3:52     |  |
| 6.                                                 | «"It Will Take a Long Long Time" (Modern Rock Version)»            | Per Gessle                                       | 3:59     |  |
| 7.                                                 | «"Little Girl" (Studio Vinden Demo, March 2000)»                   | Marie Fredriksson                                | 4:24     |  |
| 8.                                                 | «"Cry" (Live in Norrköping, 16 December 1988)»                     | Marie Fredriksson Per Gessle                     | 5:42     |  |
| 9.                                                 | «"Goodbye to You" (Montezuma Demo, 25–26 July 1986)»               | Per Gessle                                       | 2:30     |  |
| 10.                                                | «"Go to Sleep" (Skinnarviksringen Demo, February 1993)»            | Marie Fredriksson Per Gessle                     | 5:04     |  |
| 11.                                                | «"Quisiera Volar" (Spanish Version of "Wish I Could Fly")»         | Per Gessle adaptación español Luis Gómez-Escolar | 4:41     |  |

| Bag of Trix – Volumen 4 - Vinilo y edición digital |                                                                                  |                                                  |          |  |
| N.º                                                | Título                                                                           | Escritor(es)                                     | Duración |  |
| 1.                                                 | «"The Centre of the Heart (Is a Suburb to the Brain)" (Have a Nice Day Version)» | Per Gessle                                       | 3:39     |  |
| 2.                                                 | «"Pearls and Passion" (Montezuma Demo, 25–26 July 1986)»                         | Per Gessle                                       | 2:41     |  |
| 3.                                                 | «"Things Will Never Be the Same" (T&A Demo, 13 December 1990)»                   | Per Gessle                                       | 3:11     |  |
| 4.                                                 | «"Entering Your Heart" (Long Version)»                                           | Per Gessle                                       | 4:34     |  |
| 5.                                                 | «"Cooper (Closer to God)" (Have a nice day Outtake)»                             | Per Gessle                                       | 4:17     |  |
| 6.                                                 | «"Joy of a Toy" (Montezuma Demo, 25–26 July 1986)»                               | Per Gessle Mats Persson                          | 2:25     |  |
| 7.                                                 | «"It Takes You No Time to Get Here" (Long Version)»                              | Per Gessle Mats Persson                          | 3:53     |  |
| 8.                                                 | «"Before You Go to Sleep" (T&A Demo, 23 October 1992)»                           | Marie Fredriksson Per Gessle                     | 2:56     |  |
| 9.                                                 | «"I Was So Lucky" (The Golden Blow)»                                             | Per Gessle                                       | 4:21     |  |
| 10.                                                | «"Jag älskar (Surrender)" (Montezuma Demo, 25–26 July 1986)»                     | Per Gessle                                       | 3:20     |  |
| 11.                                                | «"Som i en dröm (So Far Away)" (Montezuma Demo, 25–26 July 1986)»                | Per Gessle                                       | 4:16     |  |
| 12.                                                | «"Alguien" (Spanish Version of "Anyone")»                                        | Per Gessle adaptación español Luis Gómez-Escolar | 4:31     |  |

| Bag of Trix – Volumen 1 - Edición en CD |                                                                                  |                                                                |          |  |
| N.º                                     | Título                                                                           | Escritor(es)                                                   | Duración |  |
| 1.                                      | «"Help!" (Abbey Road Session, 15 November 1995)»                                 | John Lennon Paul McCartney                                     | 2:54     |  |
| 2.                                      | «"Listen to Your Heart" (Abbey Road Session, 15 November 1995)»                  | Per Gessle Mats Persson                                        | 3:33     |  |
| 3.                                      | «"Let Your Heart Dance with Me" (Good Karma Outtake)»                            | Per Gessle                                                     | 3:07     |  |
| 4.                                      | «"Waiting for the Rain" (Studio Vinden Demo, 1997)»                              | Marie Fredriksson                                              | 3:33     |  |
| 5.                                      | «"Joyride" (Brian Malouf US Single Mix)»                                         | Per Gessle                                                     | 3:58     |  |
| 6.                                      | «"Like Lovers Do" (Montezuma Demo, 25–26 de julio de 1986)»                      | Per Gessle                                                     | 2:02     |  |
| 7.                                      | «"Pocketful of Rain" (Skinnarviksringen Demo, February 1993)»                    | Marie Fredriksson Per Gessle                                   | 4:11     |  |
| 8.                                      | «"Tú No Me Comprendes" (Spanish Version of "You Don't Understand Me")»           | Per Gessle Desmond Child adaptación español Luis Gómez-Escolar | 4:25     |  |
| 9.                                      | «"Happy Together" (T&A Demo, 1–2 July 1998)»                                     | Per Gessle                                                     | 3:55     |  |
| 10.                                     | «"Beautiful Boy" (Studio Vinden Demo, March 2000)»                               | Marie Fredriksson Per Gessle                                   | 3:29     |  |
| 11.                                     | «"Cooper (Closer to God)" (Have a nice day Outtake)»                             | Per Gessle                                                     | 4:17     |  |
| 12.                                     | «"Hotblooded" (T&A Demo, 13 December 1990)»                                      | Per Gessle Marie Fredriksson                                   | 3:24     |  |
| 13.                                     | «"The Centre of the Heart (Is a Suburb to the Brain)" (Have a Nice Day Version)» | Per Gessle                                                     | 3:39     |  |
| 14.                                     | «"Pearls and Passion" (Montezuma Demo, 25–26 July 1986)»                         | Per Gessle                                                     | 2:41     |  |
| 15.                                     | «"Things Will Never Be the Same" (T&A Demo, 13 December 1990)»                   | Per Gessle                                                     | 3:11     |  |
| 16.                                     | «"Alguien" (Spanish Version of "Anyone")»                                        | Per Gessle adaptación español Luis Gómez-Escolar               | 4:31     |  |

| Bag of Trix – Volumen 2 - Edición en CD |                                                                           |                                                  |          |  |
| N.º                                     | Título                                                                    | Escritor(es)                                     | Duración |  |
| 1.                                      | «"The Look" (Abbey Road Session, 15 de noviembre de 1995)»                | Per Gessle                                       | 3:46     |  |
| 2.                                      | «"You Don't Understand Me" (Abbey Road Session, 15 de noviembre de 1995)» | Per Gessle Desmond Child                         | 3:42     |  |
| 3.                                      | «"Soul Deep" (Tom Lord-Alge Mix)»                                         | Per Gessle                                       | 3:38     |  |
| 4.                                      | «"Wish I Could Fly" (Live at EMP Sky Church, Seattle, 7 October 2000)»    | Per Gessle                                       | 4:38     |  |
| 5.                                      | «"New World" (Studio Vinden Demo, 1996)»                                  | Marie Fredriksson                                | 3:37     |  |
| 6.                                      | «"Sleeping in My Car" (The Stockholm Demo Version, 1993)»                 | Per Gessle                                       | 3:13     |  |
| 7.                                      | «"Watercolors in the Rain" (T&A Demo, 24 January 1990)»                   | Marie Fredriksson Per Gessle                     | 4:02     |  |
| 8.                                      | «"From One Heart to Another" (Montezuma Demo, 25–26 July 1986)»           | Per Gessle                                       | 3:06     |  |
| 9.                                      | «"I Remember You" (T&A Demo, 15 March 1990)»                              | Marie Fredriksson                                | 3:33     |  |
| 10.                                     | «"It Hurts" (T&A Demo, 3 August 1995)»                                    | Per Gessle                                       | 2:56     |  |
| 11.                                     | «"Perfect Day" (T&A Demo, 23 August 1990)»                                | Per Gessle Mats Persson                          | 3:45     |  |
| 12.                                     | «"Joy of a Toy" (Montezuma Demo, 25–26 July 1986)»                        | Per Gessle Mats Persson                          | 2:25     |  |
| 13.                                     | «"Always the Last to Know" (Studio Vinden Demo, 1998)»                    | Per Gessle Marie Fredriksson                     | 4:42     |  |
| 14.                                     | «"It Takes You No Time to Get Here" (Long Version)»                       | Per Gessle                                       | 3:53     |  |
| 15.                                     | «"Before You Go to Sleep" (T&A Demo, 23 October 1992)»                    | Per Gessle                                       | 2:56     |  |
| 16.                                     | «"Lo Siento" (Spanish Version of "Salvation")»                            | Per Gessle adaptación español Luis Gómez-Escolar | 4:44     |  |

| Bag of Trix – Volumen 3 - Edición en CD |                                                                   |                                                  |          |  |
| N.º                                     | Título                                                            | Escritor(es)                                     | Duración |  |
| 1.                                      | «"Piece of Cake" (Good Karma Outtake)»                            | Per Gessle Mats Persson                          | 3:16     |  |
| 2.                                      | «"You Don't Understand Me" (T&A Demo, 30 July 1995)»              | Per Gessle Desmond Child                         | 3:42     |  |
| 3.                                      | «"Dangerous" (Swedish Single Version)»                            | Per Gessle                                       | 3:46     |  |
| 4.                                      | «"Every Day" (Studio Vinden Demo, March 2000)»                    | Marie Fredriksson Per Gessle                     | 3:22     |  |
| 5.                                      | «"The Big L." (T&A Demo, 29 March 1990)»                          | Per Gessle                                       | 3:52     |  |
| 6.                                      | «"It Will Take a Long Long Time" (Modern Rock Version)»           | Per Gessle                                       | 3:59     |  |
| 7.                                      | «"Little Girl" (Studio Vinden Demo, March 2000)»                  | Marie Fredriksson                                | 4:24     |  |
| 8.                                      | «"Cry" (Live in Norrköping, 16 December 1988)»                    | Marie Fredriksson Per Gessle                     | 5:42     |  |
| 9.                                      | «"Goodbye to You" (Montezuma Demo, 25–26 July 1986)»              | Per Gessle                                       | 2:30     |  |
| 10.                                     | «"Go to Sleep" (Skinnarviksringen Demo, February 1993)»           | Marie Fredriksson Per Gessle                     | 5:04     |  |
| 11.                                     | «"I Was So Lucky" (The Golden Blow)»                              | Per Gessle                                       | 4:21     |  |
| 12.                                     | «"Entering Your Heart" (Long Version»                             | Per Gessle                                       | 4:34     |  |
| 13.                                     | «"Jag älskar (Surrender)" (Montezuma Demo, 25–26 July 1986)»      | Per Gessle                                       | 3:20     |  |
| 14.                                     | «"Som i en dröm (So Far Away)" (Montezuma Demo, 25–26 July 1986)» | Per Gessle                                       | 4:16     |  |
| 15.                                     | «"Quisiera Volar" (Spanish Version of "Wish I Could Fly")»        | Per Gessle adaptación español Luis Gómez-Escolar | 4:41     |  |

## Personal
Créditos adaptados desde Tidal.
- Marie Fredriksson – líder vocal y coros, teclados, ingeniería, producción y mezcla
- Per Gessle – voz principal y coros, guitarras, ingeniería, producción y mezcla
- Per "Pelle" Alsing – batería
- Mikael Bolyos – instrumentación, ingeniería, producción y mezcla (Studio Vinden and Skinnarviksringen sessions); ingeniería adicional ("Cooper")
- Jonas Isacsson – guitarra acústica y guitarra eléctrica
- Christer Jansson – percusión ("It Will Take a Long Long Time"); platillos y tambores ("Quisiera Volar"); tambores, pandereta y percusión ("Cooper" and "Alguien")
- Christoffer Lundquist – ingeniería, producción y mezcla ("Let Your Heart Dance with Me" and "Piece of Cake"); bajo y coros ("Lo Siento", "Quisiera Volar" and "Alguien"); cítara ("It Will Take a Long Long Time", "Cooper" and "Alguien"); guitarra, batería y pandereta ("Alguien")
- Clarence Öfwerman – piano, teclados, sintetizador, campanas, pandereta, programación, arreglos, ingeniería, producción y mezcla
- Mats "MP" Persson – instrumentacion e ingeniería (T&A sessions); twelve-string guitarra e ingeniería adicional ("It Will Take a Long Long Time"); arreglo de cuerdas("Quisiera Volar"); programación, mezcla e ingeniería adicional ("Cooper")

Personal Técnico
- Addeboy vs. Cliff – coproducción("Let Your Heart Dance with Me" and "Piece of Cake")
- Michael Ilbert – ingeniería y producción ("Lo Siento", "It Will Take a Long Long Time", "Quisiera Volar", "The Centre of the Heart", "Cooper" and "Alguien"); programación ("It Will Take a Long Long Time" and "Quisiera Volar"); arreglo de cuerdas ("Quisiera Volar")
- Alar Suurna – ingeniería y mezcla

Personal adicional
- Micke "Nord" Andersson – guitarras acústicas de doce cuerdas y Rickenbacker ("Quisiera Volar")
- Magnus Blom – saxofón alto ("Alguien")
- Tommy Cassemar – bajo ("Soul Deep")
- Hasse Dyvik – trompeta y fliscorno ("Alguien")
- Anders Evaldsson – trombón ("Alguien")
- Uno Forsberg – trompeta ("Soul Deep")
- Lennart Haglund – asistente de ingeniería ("It Will Take a Long Long Time" and "Cooper")
- Mats Holmquist – conductible ("It Will Take a Long Long Time", "Quisiera Volar", "Cooper" and "Alguien")
- Jonas Knutsson – soprano saxophone ("I Was So Lucky")
- Ronny Lahti – mezcla ("Let Your Heart Dance with Me")
- Brian Malouf – mezcla ("Joyride")
- George Marino – Ingeniero de masterización ("It Will Take a Long Long Time", "Quisiera Volar", "Cooper" and "Alguien")
- Mats Persson – percusión ("Soul Deep")
- Mikael Renlinden – trompeta ("Soul Deep")
- Tomas Sjörgen – trompeta ("Soul Deep")
- Stockholms Nya Kammarorkester (crédito como SNYKO) – cuerdas ("It Will Take a Long Long Time", "Quisiera Volar", "Cooper" and "Alguien")
- Robert Wellerfors – ingeniero ("Soul Deep")

## Charts
| Chart (2020)                  | Peak position |
| ----------------------------- | ------------- |
| Austria (Ö3 Austria)          | 58            |
| República Checa (ČNS IFPI)    | 54            |
| Alemania (Offizielle Top 100) | 14            |
| Hungría (MAHASZ)              | 13            |
| España (PROMUSICAE)           | 57            |
| Suecia (Sverigetopplistan)    | 2             |
| Suiza (Schweizer Hitparade)   | 31            |

## Historial de versiones
| Región | Fecha                   | Formato | Ediciones | Sello              | # Catálogo                                  | Ref.   |
| ------ | ----------------------- | ------- | --------- | ------------------ | ------------------------------------------- | ------ |
| World  | 30 de octubre de 2020   | DL      | Volumen 1 | Roxette Recordings | —                                           | [ 21 ] |
| World  | 13 de noviembre de 2020 | DL      | Volumen 2 | Roxette Recordings | —                                           | [ 21 ] |
| World  | 27 de noviembre de 2020 | DL      | Volumen 3 | Roxette Recordings | —                                           | [ 21 ] |
| World  | 11 de diciembre de 2020 | DL      | Volumen 4 | Roxette Recordings | —                                           | [ 21 ] |
| World  | 11 de diciembre de 2020 | CD      | Box-set   | Roxette Recordings | 50541 970819–3 4 (LP) 50541 970850–7 9 (CD) | [ 21 ] |